# Debreceni Irodalmi Múzeum
Debreceni Irodalmi Múzeum (Debrecen, Borsos József tér 1. ; alapítás: 1980)

## Épülete
Borsos József építész egykori magyaros, szecessziós stílusú villájában nyílt meg a Debreceni Irodalmi Múzeum 1980-ban. Maga az építész tervezte saját házát 1913-ban.

## Szervezete
A Déri Múzeum filiáléja.

## Gyűjteménye
A múzeum gyűjteménye állandó kiállítás keretében a 18. század végétől, azaz Csokonai Vitéz Mihály debreceni költő korától kezdve mutatja be Debrecen és a magyar irodalom kapcsolódási pontjait. A rendkívül gazdag gyűjtemény alapjait a városban 1890-ben megalakult Csokonai Kör és a városi múzeum irodalomtörténeti anyaga teremtette meg. Közel 50 ezer tárgy, irat és műalkotás képezi a gyűjtemény anyagát, képzőművészeti alkotásokat is tartalmaz, valamint magában foglalja a csehszlovákiai Sarló ifjúsági mozgalom (1928-1934) dokumentumait. Magyarországon a vidéki múzeumok körében Debrecen irodalmi gyűjteménye az egyik leggazdagabb.